# Conference Call
An den deutschen Finanzmärkten bezeichnet man als Conference Call eine Telefonkonferenz mit selbständiger Einwahl (Dial-In-Konferenz), bei der börsennotierte Unternehmen Anleger und Analysten über ihre Geschäftsentwicklung informieren.
Aus den USA kommend, wo dies seit Jahrzehnten üblich ist, hat es sich auch in Europa eingebürgert, dass zur periodischen Offenlegung ihrer Geschäftszahlen verpflichtete Unternehmen den Anlegern und der Fachöffentlichkeit in Telefonkonferenzen ihre Quartalszahlen vorstellen. Diese Konferenzen beginnen regelmäßig mit einem Statement oder Disclaimer mit der Warnung, dass die Ausführungen des Managements zukunftsgerichtete Aussagen und Einschätzungen enthalten können, deren tatsächlicher Eintritt nicht garantiert wird. Anschließend treten typischerweise der Vorstandsvorsitzende, der Finanzvorstand und/oder der Beauftragte für Anlegerbeziehungen (Investor Relations) auf den Plan, verlesen Informationen über die Geschäftsentwicklung im abgelaufenen Quartal und äußern sich zu den Zukunftsaussichten des Unternehmens.
Technisch wird diese Telefonkonferenz heute meist in Form einer so genannten „Question & Answer“-Konferenz (Q&A) durchgeführt. Die Analysten oder Anleger werden von den Unternehmen zu einer Q&A eingeladen und wählen sich zum angegebenen Zeitpunkt unter einer bestimmten Rufnummer ein. Nachdem die Unternehmensvertreter die Geschäftszahlen, Prognosen oder sonstigen Neuigkeiten dargelegt haben, können die Anrufer Fragen stellen. Dazu melden sie den Fragewunsch mit einer speziellen Tastenkombination bei einem Operator an, der sie dann aufruft, damit die Frage gestellt und von dem Unternehmen beantwortet werden kann. Optional kann das Unternehmen anschließend eine Liste der eingewählten Teilnehmer erhalten.